# Hestia Rupes (quadrangle)

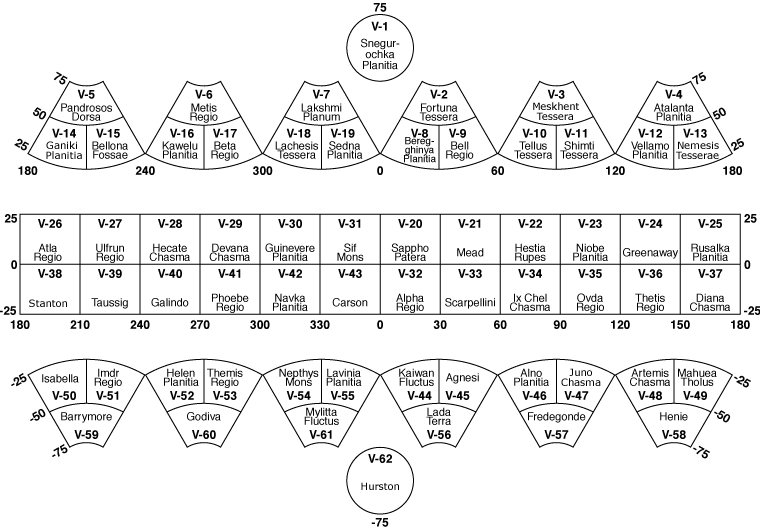
Quadrangles op Venus op schaal 1 : 5.000.000

Hestia Rupes (V-22; breedtegraad 0°–25° N, lengtegraad 60°–90° E) is een quadrangle op de planeet Venus. Het is een van de 62 quadrangles op schaal 1 : 5.000.000. Het quadrangle werd genoemd naar de gelijknamige rupes die op zijn beurt is genoemd naar Hestia, de godin van de haard, huisgezin en familie.

## Geologische structuren in Hestia Rupes
Chasmata
- Kokomikeis Chasma

Coronae
- Ereshkigal Corona
- Habonde Corona
- H'uraru Corona
- Kaltash Corona
- Kunhild Corona

Dorsa
- Lemkechen Dorsa
- Unelanuhi Dorsa

Inslagkraters
- Adivar
- Altana
- Amaya
- Anush
- Carter
- Doris
- Helvi
- Jasmin
- Lullin
- Marere
- Mbul'di
- Mosaido
- Naomi
- Nsele
- Nyal'ga
- Parra
- Puhioia
- Riley
- Tekarohi

Linea
- Ningal Lineae

Montes
- Nayunuwi Montes
- Uti Hiata Mons

Planitiae
- Akhtamar Planitia

Regiones
- Ovda Regio

Rupes
- Hestia Rupes

Tesserae
- Manatum Tessera

Valles
- Avfruvva Vallis